# 전준호 (1969년)
전준호(田埈昊, 1969년 2월 15일 ~ )는 전 KBO 리그 히어로즈의 외야수이자, 현 동의과학대학교 야구부의 코치, KBS N 스포츠의 야구 해설위원이다.
영남대학교를 졸업하고 1991년에 2차 2라운드 지명을 받아 롯데 자이언츠에 입단하였다. 1997년에 현대 유니콘스로 트레이드돼 팀이 우리 히어로즈로 바뀌고 나서도 선수로 활동다가 2009년 시즌 후 은퇴했다.
1991년 4월 5일 삼성 라이온즈전에서 첫 도루를 성공한 뒤 1995년 7월 25일 OB전에서 최소 경기 200도루, 2002년에 400도루를 기록한 데 이어 2005년에는 KBO 리그 사상 첫 통산 500도루를 달성했다. 1993년 75도루, 1995년 69도루, 2004년 53도루로 모두 세 차례에 걸쳐 도루왕에 올랐다. 특히 1993년에는 이종범과의 치열한 도루왕 경쟁 끝에 75도루를 기록하며 한 시즌 70도루 시대를 열었다.
데뷔 후 세 시즌(1994년, 2000년, 2005년)만 빼고 모두 세 자릿수 경기 이상을 출장했고, 2008년 6월 7일 한화전에서 18시즌 만에 역대 최초 2000경기 출장을 기록했다.
같은 해 9월 11일 롯데와의 경기에서 투수 손민한을 상대로 역대 두 번째 통산 2000안타 기록을 수립해 KBO 리그에서 2000경기 출전-2000안타를 기록한 첫 선수가 됐고, 10월 3일 두산 베어스전에서 KBO 리그 사상 최초 통산 세 자릿수 3루타를 기록했다.
2009년 1월 13일에 송진우, 양준혁과 함께 한국판 프로야구 명예의 전당인 성구회를 창립했다.

## 선수 시절

### 아마추어 시절
상남초등학교에 야구부가 없었던 시절 야구가 하고 싶은 마음에 제발로 근처 중학교 야구부를 찾아가 같이 훈련했다. 한국에 프로 야구가 없었을 때 당시 일본 프로 야구에서 활약하고 있던 재일교포 야구 선수 장훈을 우상으로 여기며 야구 선수의 꿈을 키웠다.

### 롯데 자이언츠시절
1991년 신인 드래프트 2차 2라운드로 지명됐다.
1992년에 팀의 톱 타자이자 3할 타자로 팀의 1992년 한국시리즈 우승에 기여했다.
1993년에는 이종범과 치열한 도루 경쟁을 펼치며 75도루를 기록했다. 73도루를 기록한 이종범과 함께 한 시즌 70도루 시대를 열며 도루왕에 첫 등극했고, 첫 골든 글러브 수상의 기쁨도 함께 누렸다.
팀은 1995년에 '소총 부대'라고 불리며 장타력이 부족하다는 평가를 받아 기동력으로 이를 대신하고자 했다. 당시 주루코치였던 알바레즈가 공격적인 베이스 러닝을 주문해 프로 야구 역사에서 유일하게 팀 도루 200개를 돌파했고, 그가 그 선봉에 있었다. 그는 0.393의 높은 출루율을 기록하는 동시에 역대 4위에 해당하는 69도루로 톱타자로서의 역할을 톡톡히 해내며 팀의 '뛰는 야구'를 이끌었고, 1995년 시즌 도루왕과 득점왕을 차지하며 2번째 골든 글러브를 수상했다.

### 현대 유니콘스시절
1997년 시즌 전 엉뚱하게도 롯데 자이언츠가 애초에 지명권을 가지고 있던 선수인 투수 문동환을 데려오는 과정에서 전격 트레이드됐다. 롯데 자이언츠는 당시 그를 트레이드시키는 대가로 계약금과 이자를 포함한 문동환에 대한 모든 권리를 양도받았다고 발표했으나 이는 사실과 달랐다.
본래 '트레이드'는 동일한 규약을 적용받는 프로 구단 사이에서만 성립하게 되어있으나 롯데 자이언츠는 문동환을 롯데 자이언츠에 입단시키기 위해 실업 팀인 '현대 피닉스'에 지불해야 했던 위약금(입단 계약금 및 이자 포함 약 5억원 추정) 대신에 그를 보냈다. 사실상 롯데 자이언츠가 약 5억원에 그를 현금 트레이드하고, 그 현금을 문동환에게 계약금으로 지급한 뒤 문동환이 롯데 자이언츠에게서 받은 계약금으로 실업 팀 '현대 피닉스'에 위약금을 물게 된 것이다. 이 트레이드는 일명 '선수 팔아먹기'의 시초로, 프로야구 사상 최악의 트레이드이자 가장 이상한 트레이드로 회자되고 있다.
롯데 자이언츠는 트레이드 당시 젊은 유망주 선수였던 김대익을 비롯해 그를 대신할 타자가 많을 것으로 자신했으나 이후 톱타자난에 허덕이며 지속적인 부진을 겪었다. 2003년에 6년간 40억원이 넘는 금액에 정수근을 FA로 영입함으로써 이것이 결과적으로 실패한 트레이드였음을 확인시켰다. 아이러니하게도 이때 롯데 자이언츠가 정수근을 데려오며 두산 베어스에 내 준 보상 선수는 문동환이었다.
이적한 첫 해인 1997년에 그는 갑작스런 트레이드의 충격에서 벗어나지 못한 채 시즌을 맞이했고, 2할대 타율을 기록해 데뷔 후 가장 부진한 성적을 기록했다. 그러나 이듬해인 1998년 시즌에는 3할대 타율, 35도루를 기록하며 세 번째 골든 글러브를 수상했으며 팀 창단 첫 우승의 기쁨을 누렸다.
이후로도 그는 팀의 부동의 1번 타자로 매년 3할을 넘나드는 타율과 20~30도루를 기록해 총 4번에 걸친 한국시리즈 우승의 주역으로 활약했다.
2004년에는 만 35세 나이에 53도루를 기록해 세 번째 도루왕에 등극했다. 이듬해 2005년 시즌에 부진과 부상이 있었지만 8월 5일 롯데 자이언츠와의 경기에서 KBO 리그 최초 통산 500도루 달성을 기록했다. 2006년 시즌과 2007년 시즌에 2할 8푼 ~ 2할 9푼대 타율, 두 자릿 수 이상의 도루를 기록하는 등 꾸준한 성적을 내며 테이블 세터로 활약, 노익장을 과시했다.

### 히어로즈시절
2007년에 현대 유니콘스가 심각한 자금난에 빠지자 이듬해 3월에 투자 회사인 센테니얼 인베스트먼트는 서울특별시 연고지 보장을 대가로 현대 유니콘스를 해체하고 선수단과 프런트를 승계받아 팀을 창단했다. 이 과정에서 그는 고액 연봉 선수의 연봉을 대폭 삭감하려는 구단의 정책 아래 2007년 당시 2억 5000만원에서 2008년에는 무려 72%가 삭감된 7000만원의 연봉을 받게 되는 수모를 겪었다.
2008년 시즌 총 114경기에 나서 3할대 타율, 44득점을 기록했다. 또한 프로 야구 사상 두 번째 통산 2000안타 및 10번째 통산 2500루타, 18년 연속 두 자릿수 도루, 통산 2000경기 출장, 통산 100호 3루타 등 KBO 리그의 각종 통산 기록을 경신했다. 2009년에는 전년 대비 128% 오른 1억 6000만원에 연봉 계약을 체결했다. 2009년 시즌에 부상으로 인해 장기간 공백이 있었지만 9월 25일 KIA 타이거즈전에서 통산 첫 550도루를 달성했다. 이 도루는 그의 현역 시절 마지막 도루였다.
2009년 시즌 후 팀에서 갑작스럽게 그를 방출했다.

## 야구선수 은퇴 후
방출 후 현역 복귀 의지를 드러냈지만 2009년 11월 10일 한국 프로 야구 선수 협회를 통해 공식 은퇴를 선언했다. 이후 11월 24일에 SK 와이번스의 주루코치로 낙점돼 2010년까지 활동했다. 2009년 11월 29일, 다음과 네이버의 히어로즈 팬 카페 소속 팬들이 주관해 목동 KT 챔버홀에서 은퇴식을 열어줬다. 2011년에는 미국 메이저 리그 샌디에이고 파드레스 산하 마이너리그 팀에서 코치 연수를 받은 이후 2011년 10월 10일에 NC 다이노스의 작전/주루코치로 임명됐다.

## 별명
- 3번의 도루왕과 프로 야구 최초의 시즌 70도루·18년 연속 두 자릿수 도루·통산 550도루 등 각종 도루 관련 기록을 보유하고 있는 데에서 유래된 '대도(大盜)'라고 불린다.
- 정교한 컨택·번트와 같은 작전 수행 능력·센스 있는 주루 플레이 등 1번 타자가 갖추어야 할 기량을 고루 갖추고 있다는 데에서 '1번 타자의 교과서'라고 불린다.
- 철저한 자기 관리 능력과 강한 근성 때문에 '독사'라고 불린다.
- 사상 첫 2000경기 출장, 역대 두 번째 2000안타, 사상 첫 100호 3루타 등 한국 프로 야구 역사에 남을 여러 가지 통산 기록을 수립하며 불혹을 넘긴 나이까지 현역으로 뛴 근래에는 '꾸준함의 대명사' 혹은 '성실함의 대명사'로 불렸다.

## 출신 학교
- 창원 상남초등학교
- 마산동중학교
- 마산고등학교
- 영남대학교 체육학과

## 주요 기록
- 굵은 글씨 항목은 한국 프로 야구 최초 기록

| 기록          | 날짜        | 소속     | 구장 | 상대 팀 | 상대 투수 | 경기 결과 | 타석수 | 경기수 | 달성 당시 나이  | 각주 및 기타                                                       |
| 첫 도루       | 1991. 4. 5  | 롯데     | 대구 | 삼성    |           |           |        |        |                 |                                                                    |
| 300도루       | 1998. 9. 13 | 현대     | 인천 | 삼성    |           |           |        |        | 29세 7개월 9일  | 역대 4번째                                                         |
| 400도루       | 2002.6.20   | 현대     | 사직 | 롯데    |           |           |        | 1302   | 33세 4개월 5일  | [ 10 ]                                                             |
| 1000 득점     | 2004.9.24   | 현대     | 수원 | 한화    |           |           |        | 1625   | 35세 7개월 9일  | 역대 2번째, 4회말 선두 타자 안타로 출루한 후 윤규진의 폭투로 홈인. |
| 500도루       | 2005. 8. 5  | 현대     | 수원 | 롯데    |           |           |        | 1705   | 36세 5개월 21일 | 1회말 기습 번트로 출루한 후 도루 성공, 은퇴시 통산 550개           |
| 1951경기 출장 | 2007. 9. 8  | 히어로즈 | 광주 | KIA     |           |           |        |        |                 | 종전 기록: 장종훈 (1950경기)                                       |
| 2000경기 출장 | 2008. 6. 7  | 히어로즈 | 대전 | 한화    |           |           |        |        | 39세 3개월 22일 | 좌익수 겸 2번 타자로 출장 4타수 1안타                              |
| 549도루       | 2009. 9. 25 | 히어로즈 | 광주 | KIA     | 구톰슨    |           |        |        |                 | 1회초 우전 안타 출루 후 2루 도루 성공                              |

| 기록                         | 날짜       | 소속팀   | 상대팀 | 구장 | 경기 내용                                                 | 종전 기록          | 기타  |
| ---------------------------- | ---------- | -------- | ------ | ---- | --------------------------------------------------------- | ------------------ | ----- |
| 사이클링 히트                | 2001.7.06  | 현대     | 삼성   | 대구 | 2회 2루타, 6회 단타, 7회 홈런, 8회 3루타                  | 10번째             |       |
| 통산 최다 도루 신기록(372개) | 2001.7.11  | 현대     | 롯데   | 수원 |                                                           | 해태 이순철, 371개 |       |
| 한국시리즈 홈스틸            | 2004.10.29 | 현대     | 삼성   | 잠실 | 1회말 전병호의 1루 견제시 한국시리즈 최초로 홈 스틸 성공  | 첫 번째            | 7차전 |
| 2500 루타                    | 2008.6.28  | 히어로즈 | LG     | 목동 |                                                           | 10번째             |       |
| 18년 연속 두 자릿수 도루     | 2008.7.11  | 히어로즈 | 한화   | 대전 |                                                           | 첫 번째            |       |
| 2000 안타                    | 2008.9.11  | 히어로즈 | 롯데   | 사직 | 3회초 2사후 상대 선발 손민한을 상대로 좌전 안타           | 두 번째            |       |
| 통산 100호 3루타             | 2008.10.3  | 히어로즈 | 두산   | 목동 | 2회말 2사 2루서 상대 선발 김선우를 상대로 우익수 뒤 3루타 | 첫 번째            |       |

- 2000안타 달성

2008년 9월 11일 롯데 자이언츠와의 경기에서 삼성 라이온즈의 양준혁에 이어 프로 야구 통산 두 번째로 기록
- 통산 세 자릿수 3루타 달성

2008년 10월 3일 두산 베어스와의 경기에서 한국 프로 야구 사상 첫 세 자릿수 3루타 달성
- 통산 549도루 달성

2009년 9월 25일 KIA 타이거즈와의 경기에서 통산 550도루 기록

## 통산 기록
| 연 도           | 소 속           | 나 이           | 출 장 | 타 석 | 타 수 | 득 점 | 안 타 | 2 루 타 | 3 루 타 | 홈 런 | 타 점 | 도 루 | 도 실 | 볼 넷 | 삼 진 | 타 율 | 출 루 율 | 장 타 율 | O P S | 루 타 | 병 살 타 | 몸 맞 | 희 타 | 희 플 | 고 4 |
| --------------- | --------------- | --------------- | ----- | ----- | ----- | ----- | ----- | ------- | ------- | ----- | ----- | ----- | ----- | ----- | ----- | ----- | -------- | -------- | ----- | ----- | -------- | ----- | ----- | ----- | ---- |
| 1991            | 롯데            | 22              | 122   | 451   | 372   | 66    | 98    | 13      | 6       | 2     | 48    | 18    | 12    | 51    | 38    | .263  | .360     | .347     | .707  | 129   | 1        | 9     | 10    | 7     | 3    |
| 1992            | 롯데            | 23              | 120   | 537   | 466   | 90    | 140   | 17      | 9       | 5     | 49    | 33    | 6     | 51    | 49    | .300  | .376     | .408     | .784  | 190   | 4        | 7     | 11    | 2     | 0    |
| 1993            | 롯데            | 24              | 120   | 465   | 393   | 63    | 111   | 3       | 7       | 1     | 31    | 75    | 25    | 47    | 31    | .282  | .363     | .333     | .696  | 131   | 2        | 5     | 16    | 4     | 0    |
| 1994            | 롯데            | 25              | 79    | 320   | 281   | 47    | 81    | 5       | 3       | 2     | 25    | 25    | 11    | 33    | 32    | .288  | .361     | .349     | .710  | 98    | 1        | 0     | 4     | 2     | 0    |
| 1995            | 롯데            | 26              | 124   | 540   | 458   | 93    | 141   | 13      | 12      | 1     | 42    | 69    | 25    | 62    | 54    | .308  | .393     | .395     | .788  | 181   | 5        | 6     | 8     | 6     | 3    |
| 1996            | 롯데            | 27              | 103   | 377   | 324   | 49    | 88    | 12      | 9       | 2     | 22    | 23    | 9     | 38    | 37    | .272  | .346     | .383     | .729  | 124   | 4        | 0     | 13    | 2     | 2    |
| 1997            | 현대            | 28              | 110   | 425   | 369   | 48    | 91    | 14      | 7       | 2     | 18    | 23    | 12    | 44    | 54    | .247  | .330     | .339     | .669  | 125   | 5        | 2     | 10    | 0     | 1    |
| 1998            | 현대            | 29              | 126   | 518   | 446   | 78    | 143   | 16      | 7       | 5     | 43    | 35    | 17    | 49    | 58    | .321  | .398     | .422     | .819  | 188   | 2        | 10    | 10    | 3     | 0    |
| 1999            | 현대            | 30              | 129   | 562   | 470   | 80    | 137   | 7       | 2       | 4     | 43    | 38    | 12    | 67    | 72    | .291  | .380     | .340     | .721  | 160   | 1        | 4     | 15    | 6     | 1    |
| 2000            | 현대            | 31              | 87    | 334   | 263   | 53    | 83    | 12      | 2       | 1     | 18    | 18    | 8     | 51    | 36    | .316  | .436     | .388     | .824  | 102   | 0        | 6     | 13    | 1     | 1    |
| 2001            | 현대            | 32              | 125   | 490   | 400   | 85    | 130   | 18      | 6       | 4     | 35    | 27    | 15    | 65    | 51    | .325  | .426     | .430     | .856  | 172   | 5        | 8     | 13    | 4     | 1    |
| 2002            | 현대            | 33              | 126   | 501   | 420   | 83    | 126   | 15      | 8       | 3     | 28    | 26    | 11    | 53    | 51    | .300  | .394     | .395     | .790  | 166   | 2        | 13    | 14    | 1     | 1    |
| 2003            | 현대            | 34              | 129   | 533   | 442   | 79    | 119   | 16      | 6       | 3     | 38    | 20    | 9     | 58    | 56    | .269  | .365     | .353     | .718  | 156   | 3        | 10    | 20    | 2     | 0    |
| 2004            | 현대            | 35              | 132   | 581   | 487   | 88    | 142   | 10      | 7       | 4     | 48    | 53    | 7     | 63    | 64    | .292  | .377     | .366     | .743  | 178   | 4        | 5     | 24    | 2     | 2    |
| 2005            | 현대            | 36              | 94    | 320   | 278   | 34    | 74    | 8       | 2       | 0     | 22    | 18    | 8     | 25    | 42    | .266  | .332     | .309     | .642  | 86    | 1        | 4     | 10    | 3     | 0    |
| 2006            | 현대            | 37              | 109   | 346   | 303   | 37    | 87    | 10      | 1       | 1     | 26    | 20    | 7     | 25    | 28    | .287  | .346     | .337     | .682  | 102   | 3        | 2     | 16    | 0     | 0    |
| 2007            | 현대            | 38              | 121   | 430   | 371   | 52    | 110   | 8       | 1       | 1     | 13    | 11    | 8     | 40    | 45    | .297  | .377     | .332     | .708  | 123   | 6        | 9     | 8     | 2     | 1    |
| 2008            | 우리            | 39              | 114   | 391   | 352   | 44    | 109   | 16      | 5       | 1     | 24    | 16    | 11    | 35    | 41    | .310  | .372     | .392     | .764  | 138   | 5        | 1     | 1     | 2     | 2    |
| 2009            | 히어로즈        | 40              | 21    | 37    | 33    | 2     | 8     | 1       | 0       | 0     | 4     | 2     | 4     | 4     | 5     | .242  | .324     | .273     | .597  | 9     | 0        | 0     | 0     | 0     | 0    |
| KBO 통산 : 19년 | KBO 통산 : 19년 | KBO 통산 : 19년 | 2091  | 8158  | 6928  | 1171  | 2018  | 214     | 100     | 42    | 577   | 549   | 217   | 861   | 844   | .291  | .375     | .369     | .745  | 2558  | 54       | 101   | 216   | 49    | 18   |

- 시즌 기록 중 굵은 글씨는 해당 시즌 최고 기록, 빨간 글씨는 한국 프로야구 역사상 최고 기록

## 같이 보기
- KBO 리그 도루 관련 기록 - 개인
- KBO 리그 개인 통산 최다 안타

## 참조
1. ↑  이완, '2000경기 출장, 전준호 대기록', 《한겨레》, 2008, 6, 9.
2. ↑  성환희, '전준호 친정에서 2000안타 - 2000경기 출전과 첫 동시 돌파… 롯데 7연승 2위로', 《한국일보》, 2008, 9, 12.[깨진 링크(과거 내용 찾기)]
3. ↑  “강필주, '전준호, 프로 사상 첫 '100 3루타' 달성', 《OSEN》, 2008, 10, 3.”. 2016년 3월 4일에 원본 문서에서 보존된 문서. 2008년 10월 3일에 확인함.
4. ↑  최민규, '와인처럼 숙성한 이 남자, 전준호',《Sports 2.0》, 2007, 1, 8.
5. ↑  김형준, '프로야구 기록추적 14: '최고의 대도 군단' 1995년 롯데', 《네이버뉴스 '김형준 칼럼'》, 2009, 7, 20.
6. ↑  최민규, '단장들의 악몽 사상 최악의 트레이드',《Sports 2.0》, 2006, 8, 17.
7. ↑  조기원, '프로야구 전준호 통산 500도루 달성', 《한겨레》, 2005, 8, 5.
8. ↑  SK 코칭스태프 개편…전준호, 정경배 합류 확정[깨진 링크(과거 내용 찾기)] - 이데일리
9. ↑  '박승호 수석-최일언 투수-김광림 타격' NC 코치 구성 마무리 - 이데일리
10. 1 2 3  《2010 Korean Baseball Record Book》,(사)한국야구위원회, 2010
11. ↑  김종석, '전준호 통산 1000득점', 《동아일보》, 2004, 9, 25.[깨진 링크(과거 내용 찾기)]
12. ↑  '2000경기 출장 전준호 대기록' 《한겨레》2008,6,9
13. ↑  이 도루는 전준호 커리어의 마지막 도루다. 본래 통산 550도루로 알려져있었으나 2020년, 기록 정정 과정 중 도루 1개가 전준호가 안타를 치고 나간 후 대주자로 교체되었고, 그 대주자가 도루한 것으로 파악되어 통산 도루 1개가 줄었다. 이로 인해 통산 도루는 549개가 되었으며, 통산 550도루 또한 무효화되었다.
14. ↑  이춘재, '현대 전준호 '사이클링히트' 기록', 《한겨레》, 2001, 7, 6.[깨진 링크(과거 내용 찾기)]
15. ↑  윤승옥, '플래시백: 발야구로 갈린 승부…역대 PO는?', 《스포츠서울》, 2008, 10, 17.[깨진 링크(과거 내용 찾기)]
16. ↑  손민석, 등번호 '1' 전준호, 18년의 결실 '2500루타' 달성, 《조이뉴스24》, 2008, 6, 28.
17. ↑  석명, '영원한 대도' 전준호, 사상 첫 '550 도루' 달성, 《조이뉴스24》, 2009, 9, 25.
18. ↑  이 도루는 전준호 커리어의 마지막 도루다. 본래 통산 550도루로 알려져있었으나 2020년, 기록 정정 과정 중 도루 1개가 전준호가 안타를 치고 나간 후 대주자로 교체되었고, 그 대주자가 도루한 것으로 파악되어 통산 도루 1개가 줄었다. 이로 인해 통산 도루는 549개가 되었으며, 통산 550도루 또한 무효화되었다.